# Vogelpootklaver
Vogelpootklaver (Trifolium ornithopodioides, synoniem: Trigonella ornithopodioides) is een eenjarige plant uit de vlinderbloemenfamilie (Leguminosae). De soort staat op de Nederlandse Rode lijst van planten als zeer zeldzaam, maar stabiel of toegenomen. De plant komt voor in Zuid- en West-Europese kustgebieden, Noord-Afrika en in Hongarije. Het aantal chromosomen is 2n = 16.
De plant wordt 2-20 cm hoog en bloeit van mei tot juli. De liggende tot opstijgende, kale stengels liggen uitgespreid in een cirkel. De bladeren zijn langgesteeld, ongeveer 4 cm, en bestaan uit drie deelblaadjes. De 4-14 mm lange en 3-8 mm brede, kale, omgekeerd driehoekig-eironde, aan de rand scherp getande blaadjes zijn aan de voet versmald en hebben een afgeknotte tot hartvormige toprand. De ongeveer 8 mm lange steunblaadjes aan de voet van de bladsteel zijn langwerpig en lang toegespitst.
De zeer losse bloeiwijze bestaat uit één tot vier vruchtbare, tot 2 cm gesteelde bloemen. De bloemstelen kunnen na de bevruchting ombuigen. De roze, 6-8 mm lange en 3-4 mm brede kroonbladen blijven na de bloei zitten. De vlag van de bloem is langwerpig met een afgeronde top, die langer is dan de kiel en zwaarden. De doorschijnende, lancetvormige schutblaadjes zijn ongeveer 1 mm lang. De kelk is ongeveer 5 mm lang en is in het onderste deel buisvormig en tiennervig. De driehoekige kelkslippen hebben een scherpe top.
De 6-8 mm lange, zwak gekromde peul is duidelijk langer dan de kelk en bevat vijf tot zeven 1-2 mm lange, eivormige, gladde, bruine zaden.
Vogelpootklaver groeit vooral bij de kust op droge, zandige dijken en in bermen.

## In andere talen
- Duits: Vogelfuß-Klee
- Engels: Fenugreek, Bird's-foot Clover, Bird´s-Foot Fenugreek
- Frans: Trèfle pied d'oiseau